# کاسومی
کاسومی یک رمزگذاری قطعه‌ای است که در سامانه جهانی مخابرات سیار، جی‌اس‌ام، سرویس بسته امواج رادیویی تلفن همراه استفاده می‌شود. در سامانه جهانی مخابرات سیار، کاسومی به عنوان الگوریتم‌های رازداری و یکپارچگی داده‌ها به ترتیب به نام‌های (به انگلیسی: UEA1) و (به انگلیسی: UIA1) به کار رفته‌است. در جی‌اس‌ام، کاسومی در تولیدکنندهٔ جریان‌کلید برای A5/3 به کار رفته‌است. در سرویس بسته امواج رادیویی، کاسومی در تولیدکنندهٔ جریان‌کلید برای GEA3 به کار رفته‌است.
کاسومی برای پروژه مشارکتی نسل سوم شبکه تلفن همراه (به انگلیسی: 3GPP) طراحی شده بود تا به وسیلهٔ گروهی از متخصصان الگوریتم‌های امنیتی (به انگلیسی: SAGE) (بخشی از سازمان استانداردهای اروپایی به نام نهاد استانداردهای مخابراتی اروپا) در سامانه امنیتی سامانه جهانی مخابرات سیار به کار رود.
به خاطر برنامهٔ فشرده برای استانداردسازی 3GPP، گروه SAGE پیشنهاد گروه فنی مخصوص 3GPP (به انگلیسی: TSG) را در مورد بخش امنیتی 3G (به انگلیسی: SA3) قبول کرد. پیشنهاد به این صورت بود که برای بخش امنیتی، به جای توسعه یک الگوریتم رمزگذاری جدید، از یک الگوریتم موجود که مورد ارزیابی قرار گرفته بود، استفاده شود. آن‌ها برای این کار، الگوریتم (به انگلیسی: MISTY1) را که توسعه‌یافته بود و توسط میتسوبیشی الکتریک، ثبت‌شده بود را انتخاب کردند. اصل الگوریتم برای پیاده‌سازی راحت‌تر توسط سخت‌افزار و فراهم‌کردن دیگر مجموعه نیازمندی‌های لازم برای امنیت ارتباطی تلفن‌های همراه 3G، مقداری تغییر کرد.
اسم کوسامی که بعد از نام اصلی الگوریتم (به انگلیسی: MISTY1) به علت معادل ژاپنی برای (به انگلیسی: mist) انتخاب شد. (به هیراگانا معادل かすみ و به روماجی معادل kasumi است)
در ژانویه ۲۰۱۰، اوردانکلمن (به انگلیسی: Orr Dunkelman)، ناتان‌کلر (به انگلیسی: Nathan Keller) و ادی شامیر یک مقاله‌ای را منتشر نمودند که در آن نشان‌داده شده بود که می‌توان الگوریتم کوسامی را با یک حمله کلیدهای مرتبط (به انگلیسی: Related-key attack) و منابع محاسباتی خیلی مدرن، شکست. البته این حمله در برابر MYSTY1 بی‌اثر بود.

## توضیحات
کاسومی یک الگوریتم است که به صورت خاص در تکنولوژی‌های 3GPP تعریف‌شده‌است. کاسومی یک رمزگذاری قطعه‌ای با کلیدی به طول ۱۲۸ بیت، ورودی و خروجی ۶۴ بیتی است. هستهٔ اصلی کاسومی یک شبکهٔ فایستل با ۸ دور می‌باشد. توابع هر دور شبکهٔ فایستل، تبدیلات شبکه‌ای برگشت هستند. در هر دور، تابع مربوط به دور از یک زیرکلید ۱۶ بیتی که از طریق کلید ۱۲۸ بیتی اصلی الگوریتم و توسط یک زمان‌بند کلید ثابت تولیدشده است، استفاده می‌کند.

### زمان‌بند کلید
کلید اصلی ۱۲۸ بیتی به اسم {\displaystyle K}، به ۸ زیرکلید ۱۶ بیتی {\displaystyle K_{i}(1\leq i\leq 8)} تقسیم می‌شود:
{\displaystyle K=K_{1}\|K_{2}\|K_{3}\|K_{4}\|K_{5}\|K_{6}\|K_{7}\|K_{8}\,}
همچنین در کنار کلید اصلی، یک کلید تغییریافته به اسم {\displaystyle K^{'}} استفاده می‌شود که به روش مشابه، به ۸ زیرکلید ۱۶ بیتی {\displaystyle K_{i}^{'}(1\leq i\leq 8)} تقسیم می‌شود. این کلید تغییریافته به وسیلهٔ یای‌انحصاری کلید اصلی {\displaystyle K} با عدد {\displaystyle {(123456789ABCDEFFEDCBA9876543210)}_{16}} به دست می‌آید. (به انگلیسی: Nothing-up-my-sleeve number)
این زیرکلیدهای هر دور، به وسیلهٔ چرخش بیتی به سمت چپ با مقداری مشخص یا از طریق کلیدهای تغییریافته (بدون تغییر) محاسبه می‌شوند.
کلیدهای ۸ دو به صورت زیر هستند:
{\displaystyle {\begin{array}{lcl}KL_{i,1}&=&{\rm {ROL}}(K_{i},1)\\KL_{i,2}&=&K'_{i+2}\\KO_{i,1}&=&{\rm {ROL}}(K_{i+1},5)\\KO_{i,2}&=&{\rm {ROL}}(K_{i+5},8)\\KO_{i,3}&=&{\rm {ROL}}(K_{i+6},13)\\KI_{i,1}&=&K'_{i+4}\\KI_{i,2}&=&K'_{i+3}\\KI_{i,3}&=&K'_{i+7}\end{array}}}
زیراندیس‌های به کار رفته در فرمول‌های بالا به صورت گردشی است، یعنی اگر یک زیراندیس به صورت {\displaystyle i+j} از عدد ۸ بزرگتر شد، باید ۸ تا از آن کم شود تا مقدار واقعی اندیس محاسبه شود.

### الگوریتم
الگوریتم کاسومی یک کلید ۶۴ بیتی را به صورت ۲ بخش ۳۲ بیتی در قالب بخش چپ ({\displaystyle L_{i}}) و بخش راست ({\displaystyle R_{i}}) پردازش می‌کند. ورودی الگوریتم کاسومی، الحاق سمت چپ و راست از اولین دور می‌باشد:
{\displaystyle {\rm {input}}=R_{0}\|L_{0}\,}
در هر دور، بخش سمت راست ({\displaystyle R_{i}}) با خروجی تابع دور، یای‌انحصاری می‌شود و بعد از آن، جای دو بخش سمت چپ و راست تغییر می‌کند. (در تابع زیر، {\displaystyle KL_{i},KO_{i},KI_{i}} همان کلیدهای دور {\displaystyle i}ام محسوب می‌شوند)
{\displaystyle {\begin{array}{rcl}L_{i}&=&F_{i}(KL_{i},KO_{i},KI_{i},L_{i-1})\oplus R_{i-1}\\R_{i}&=&L_{i-1}\end{array}}}
تابع دور (به انگلیسی: round function) برای دورهای زوج و فرد متفاوت می‌باشد. با این حال، در هر دور، تابع دور یک تابع از دو بخش {\displaystyle FL_{i}} و {\displaystyle FO_{i}} است. برای دورهای فرد، تابع دور به صورت زیر است:
{\displaystyle F_{i}(K_{i},L_{i-1})=FO(KO_{i},KI_{i},FL(KL_{i},L_{i-1}))\,}
و برای دورهای زوج، تابع دور به صورت زیر است:
{\displaystyle F_{i}(K_{i},L_{i-1})=FL(KL_{i},FO(KO_{i},KI_{i},L_{i-1}))\,}.
خروجی الگوریتم، الحاق بخش‌های خروجی دور آخر می‌باشد.
{\displaystyle {\rm {output}}=R_{8}\|L_{8}\,}
هر دو تابع {\displaystyle FL} و {\displaystyle FO} ورودی ۳۲ بیتی خود را به دو بخش ۱۶ بیتی تبدیل می‌کنند. تابع {\displaystyle FL} یک تابع تغییر بیت‌ها به صورت بازگشت‌پذیر است در حالی که تابع {\displaystyle FO} یک شبکه فایستل ۳ دوره بازگشت‌ناپذیر است.

#### تابعFL{\displaystyle FL}
ورودی ۳۲ بیتی ({\displaystyle x}) تابع {\displaystyle FL(KL_{i},x)}، به دو بخش ۱۶ بیتی تقسیم می‌شود: {\displaystyle x=l\|r}
بخش سمت چپ ورودی ({\displaystyle l}) با کلید دور {\displaystyle KL_{i,1}}، به صورت بیتی عطف منطقی می‌شود و سپس به اندازهٔ یکی بیت، به سمت چپ چرخش داده می‌شود. خروجی آن، با سمت راست ورودی ({\displaystyle r})، یای‌انحصاری می‌شود تا سمت راست خروجی ({\displaystyle r'}) تولید شود:
{\displaystyle r'={\rm {ROL}}(l\wedge KL_{i,1},1)\oplus r}
سپس خروجی قبلی ({\displaystyle r'}) با کلید دور {\displaystyle KL_{i,2}} فصل منطقی می‌شود و سپس به اندازهٔ یک بیت به سمت چپ، چرخش پیدا می‌کند. سپس خروجی آن، با سمت چپ ورودی ({\displaystyle l}) یای‌انحصاری می‌شود تا سمت چپ خروجی ({\displaystyle l'}) تولید شود:
{\displaystyle l'={\rm {ROL}}(r'\vee KL_{i,2},1)\oplus l}
در نهایت خروجی، الحاق دو بخش سمت چپ و راست می‌باشد: {\displaystyle x'=l'\|r'}

#### تابعFO{\displaystyle FO}
ورودی ۳۲ بیتی ({\displaystyle x}) تابع {\displaystyle FO(KO_{i},KI_{i},x)}، به دو بخش ۱۶ بیتی تقسیم می‌شود: {\displaystyle x=l_{0}\|r_{0}}
سپس در درون ۳ دور از شبکهٔ فایستل عبور می‌کند.
در هر یک از سه دور شبکهٔ فایستل (دارای اندیس‌های ۱ و ۲ و ۳) سمت چپ تغییر می‌کند تا سمت راست دور بعدی را بسازد و سمت راست، به عنوان سمپ چپ دور بعدی استفاده می‌شود.
{\displaystyle {\begin{array}{lcl}r_{j}&=&FI(KI_{i,j},l_{j-1}\oplus KO_{i,j})\oplus r_{j-1}\\l_{j}&=&r_{j-1}\end{array}}}
در نهایت خروجی تابع به صورت روبرو خواهد بود: {\displaystyle x'=l_{3}\|r_{3}}

#### تابعFI{\displaystyle FI}
تابع {\displaystyle FI} یک شبکه فایستل غیرمعمولی است.
ورودی ۱۶ بیتی ({\displaystyle x}) تابع {\displaystyle FI(KI,x)} به دو بخش به صورت روبرو تقسیم می‌شود: {\displaystyle x=l_{0}\|r_{0}}
طول بخش {\displaystyle l_{0}} به اندازهٔ ۹ بیت و طول بخش {\displaystyle r_{0}}، ۷ بیت است.
بیت‌های موجود در بخش چپ ({\displaystyle l_{0}}) ابتدا توسط یک جعبهٔ جایگزینی (به انگلیسی: S-box) (به نام {\displaystyle S9}) مخلوط شده و نتیجه با گسترش‌یافتهٔ بخش راست ({\displaystyle r_{0}}) با بیت صفر، فصل منطقی می‌شود تا بخش سمت راست جدید ({\displaystyle r_{1}}) تولید شود:
{\displaystyle r_{1}=S9(l_{0})\oplus (00\|r_{0})\,}
بیت‌های موجود در بخش راست ({\displaystyle r_{0}}) با یک جعبهٔ جایگزینی ۷ بیتی (به نام {\displaystyle S7}) مخلوط شده و سپس نتیجهٔ آن با هفت بیت کم‌ارزش ({\displaystyle LS7}) سمت راست جدید ({\displaystyle r_{1}})، فصل منطقی می‌شود تا ۷ بیت جدید سمت چپ ({\displaystyle l_{1}}) تولید شود:
{\displaystyle l_{1}=S7(r_{0})\oplus LS7(r_{1})\,}
در این‌جا کلمهٔ میانی {\displaystyle x_{1}=l_{1}\|r_{1}} با کلید دور {\displaystyle KI} فصل منطقی می‌شود تا {\displaystyle x_{2}=l_{2}\|r_{2}} تولید شود که در آن {\displaystyle l_{2}} به طول ۷ بیت و {\displaystyle r_{2}} به طول ۹ بیت است:
{\displaystyle x_{2}=KI\oplus x_{1}}
بیت‌های موجود در بخش راست ({\displaystyle r_{2}}) ابتدا توسط یک جعبهٔ جایگزینی (به نام {\displaystyle S9}) مخلوط شده و نتیجه با گسترش‌یافتهٔ بخش راست ({\displaystyle l_{2}}) با بیت صفر، فصل منطقی می‌شود تا بخش سمت راست جدید ({\displaystyle r_{3}}) تولید شود:
{\displaystyle r_{3}=S9(r_{2})\oplus (00\|l_{2})\,}
بیت‌های موجود در بخش چپ ({\displaystyle l_{2}}) با یک جعبهٔ جایگزینی ۷ بیتی (به نام {\displaystyle S7}) مخلوط شده و سپس نتیجهٔ آن با هفت بیت کم‌ارزش ({\displaystyle LS7}) سمت راست جدید ({\displaystyle r_{3}})، فصل منطقی می‌شود تا ۷ بیت جدید سمت چپ ({\displaystyle l_{3}}) تولید شود:
{\displaystyle l_{3}=S7(l_{2})\oplus LS7(r_{3})\,}
در نهایت خروجی تابع از الحاق دو بخش نهایی چپ و راست تولید می‌شود: {\displaystyle x'=l_{3}\|r_{3}}

#### جعبه‌های جایگزینی
جعبه‌های جایگزنی به نام‌های S7 و S9 هر دو توسط عملیات عطف منطقی و یای انحصاری و جدول‌ها تعریف می‌شوند. عملیاتی منطقی برای پیاده‌سازی سخت‌افزاری استفاده می‌شوند ولی امروزه اکثراً برای نمایش آن از جدول‌ها استفاده می‌شوند. (به انگلیسی: look-up table)
جدول جایگزینی S7 به صورت زیر تعریف‌شده‌است:
```
int
 
S7
[
128
]
 
=
 
{

   
54
,
 
50
,
 
62
,
 
56
,
 
22
,
 
34
,
 
94
,
 
96
,
 
38
,
  
6
,
 
63
,
 
93
,
  
2
,
 
18
,
123
,
 
33
,

   
55
,
113
,
 
39
,
114
,
 
21
,
 
67
,
 
65
,
 
12
,
 
47
,
 
73
,
 
46
,
 
27
,
 
25
,
111
,
124
,
 
81
,

   
53
,
  
9
,
121
,
 
79
,
 
52
,
 
60
,
 
58
,
 
48
,
101
,
127
,
 
40
,
120
,
104
,
 
70
,
 
71
,
 
43
,

   
20
,
122
,
 
72
,
 
61
,
 
23
,
109
,
 
13
,
100
,
 
77
,
  
1
,
 
16
,
  
7
,
 
82
,
 
10
,
105
,
 
98
,

  
117
,
116
,
 
76
,
 
11
,
 
89
,
106
,
  
0
,
125
,
118
,
 
99
,
 
86
,
 
69
,
 
30
,
 
57
,
126
,
 
87
,

  
112
,
 
51
,
 
17
,
  
5
,
 
95
,
 
14
,
 
90
,
 
84
,
 
91
,
  
8
,
 
35
,
103
,
 
32
,
 
97
,
 
28
,
 
66
,

  
102
,
 
31
,
 
26
,
 
45
,
 
75
,
  
4
,
 
85
,
 
92
,
 
37
,
 
74
,
 
80
,
 
49
,
 
68
,
 
29
,
115
,
 
44
,

   
64
,
107
,
108
,
 
24
,
110
,
 
83
,
 
36
,
 
78
,
 
42
,
 
19
,
 
15
,
 
41
,
 
88
,
119
,
 
59
,
  
3

};

```

جدول جایگزینی S9 به صورت زیر تعریف‌شده‌است:
```
int
 
S9
[
512
]
 
=
 
{

  
167
,
239
,
161
,
379
,
391
,
334
,
  
9
,
338
,
 
38
,
226
,
 
48
,
358
,
452
,
385
,
 
90
,
397
,

  
183
,
253
,
147
,
331
,
415
,
340
,
 
51
,
362
,
306
,
500
,
262
,
 
82
,
216
,
159
,
356
,
177
,

  
175
,
241
,
489
,
 
37
,
206
,
 
17
,
  
0
,
333
,
 
44
,
254
,
378
,
 
58
,
143
,
220
,
 
81
,
400
,

   
95
,
  
3
,
315
,
245
,
 
54
,
235
,
218
,
405
,
472
,
264
,
172
,
494
,
371
,
290
,
399
,
 
76
,

  
165
,
197
,
395
,
121
,
257
,
480
,
423
,
212
,
240
,
 
28
,
462
,
176
,
406
,
507
,
288
,
223
,

  
501
,
407
,
249
,
265
,
 
89
,
186
,
221
,
428
,
164
,
 
74
,
440
,
196
,
458
,
421
,
350
,
163
,

  
232
,
158
,
134
,
354
,
 
13
,
250
,
491
,
142
,
191
,
 
69
,
193
,
425
,
152
,
227
,
366
,
135
,

  
344
,
300
,
276
,
242
,
437
,
320
,
113
,
278
,
 
11
,
243
,
 
87
,
317
,
 
36
,
 
93
,
496
,
 
27
,

  
487
,
446
,
482
,
 
41
,
 
68
,
156
,
457
,
131
,
326
,
403
,
339
,
 
20
,
 
39
,
115
,
442
,
124
,

  
475
,
384
,
508
,
 
53
,
112
,
170
,
479
,
151
,
126
,
169
,
 
73
,
268
,
279
,
321
,
168
,
364
,

  
363
,
292
,
 
46
,
499
,
393
,
327
,
324
,
 
24
,
456
,
267
,
157
,
460
,
488
,
426
,
309
,
229
,

  
439
,
506
,
208
,
271
,
349
,
401
,
434
,
236
,
 
16
,
209
,
359
,
 
52
,
 
56
,
120
,
199
,
277
,

  
465
,
416
,
252
,
287
,
246
,
  
6
,
 
83
,
305
,
420
,
345
,
153
,
502
,
 
65
,
 
61
,
244
,
282
,

  
173
,
222
,
418
,
 
67
,
386
,
368
,
261
,
101
,
476
,
291
,
195
,
430
,
 
49
,
 
79
,
166
,
330
,

  
280
,
383
,
373
,
128
,
382
,
408
,
155
,
495
,
367
,
388
,
274
,
107
,
459
,
417
,
 
62
,
454
,

  
132
,
225
,
203
,
316
,
234
,
 
14
,
301
,
 
91
,
503
,
286
,
424
,
211
,
347
,
307
,
140
,
374
,

   
35
,
103
,
125
,
427
,
 
19
,
214
,
453
,
146
,
498
,
314
,
444
,
230
,
256
,
329
,
198
,
285
,

   
50
,
116
,
 
78
,
410
,
 
10
,
205
,
510
,
171
,
231
,
 
45
,
139
,
467
,
 
29
,
 
86
,
505
,
 
32
,

   
72
,
 
26
,
342
,
150
,
313
,
490
,
431
,
238
,
411
,
325
,
149
,
473
,
 
40
,
119
,
174
,
355
,

  
185
,
233
,
389
,
 
71
,
448
,
273
,
372
,
 
55
,
110
,
178
,
322
,
 
12
,
469
,
392
,
369
,
190
,

    
1
,
109
,
375
,
137
,
181
,
 
88
,
 
75
,
308
,
260
,
484
,
 
98
,
272
,
370
,
275
,
412
,
111
,

  
336
,
318
,
  
4
,
504
,
492
,
259
,
304
,
 
77
,
337
,
435
,
 
21
,
357
,
303
,
332
,
483
,
 
18
,

   
47
,
 
85
,
 
25
,
497
,
474
,
289
,
100
,
269
,
296
,
478
,
270
,
106
,
 
31
,
104
,
433
,
 
84
,

  
414
,
486
,
394
,
 
96
,
 
99
,
154
,
511
,
148
,
413
,
361
,
409
,
255
,
162
,
215
,
302
,
201
,

  
266
,
351
,
343
,
144
,
441
,
365
,
108
,
298
,
251
,
 
34
,
182
,
509
,
138
,
210
,
335
,
133
,

  
311
,
352
,
328
,
141
,
396
,
346
,
123
,
319
,
450
,
281
,
429
,
228
,
443
,
481
,
 
92
,
404
,

  
485
,
422
,
248
,
297
,
 
23
,
213
,
130
,
466
,
 
22
,
217
,
283
,
 
70
,
294
,
360
,
419
,
127
,

  
312
,
377
,
  
7
,
468
,
194
,
  
2
,
117
,
295
,
463
,
258
,
224
,
447
,
247
,
187
,
 
80
,
398
,

  
284
,
353
,
105
,
390
,
299
,
471
,
470
,
184
,
 
57
,
200
,
348
,
 
63
,
204
,
188
,
 
33
,
451
,

   
97
,
 
30
,
310
,
219
,
 
94
,
160
,
129
,
493
,
 
64
,
179
,
263
,
102
,
189
,
207
,
114
,
402
,

  
438
,
477
,
387
,
122
,
192
,
 
42
,
381
,
  
5
,
145
,
118
,
180
,
449
,
293
,
323
,
136
,
380
,

   
43
,
 
66
,
 
60
,
455
,
341
,
445
,
202
,
432
,
  
8
,
237
,
 
15
,
376
,
436
,
464
,
 
59
,
461

};

```

## رمزشناسی
در سال ۲۰۰۱، یک حلمه دیفرانسیلی غیرممکن (به انگلیسی: impossible differential attack) برای ۶ دور کاسومی توسط Kühn معرفی شد.
در سال ۲۰۰۳، الادبارکن (به انگلیسی: Elad Barkan)، الی‌بیهام (به انگلیسی: Eli Biham) و ناتان‌کلر (به انگلیسی: Nathan Keller) یک حملهٔ مرد میانی را در برابر پروتکل جی‌اس‌ام معرفی کردند که مانع از رمزگذاری A5/3 شده و سبب شکستن پروتکل شد. اما این روش به رمزگذاری A5/3 حمله نکرد. نسخهٔ کامل این مقاله بعدها رد سال ۲۰۰۶ منتشر شد.
در سال ۲۰۰۵، الی‌بیهام (به انگلیسی: Eli Biham)، یک محقق اسرائیلی، اردانکلمن (به انگلیسی: Orr Dunkelman) و ناتن‌کلر (به انگلیسی: Nathan Keller) یک مقاله در مورد حمله بومرنگ (به انگلیسی: Boomerang attack) برای کاسومی منتشر نمود که می‌تواند خیلی سریع‌تر از حمله جستجوی فراگیر ۸ دور کاسومی را بشکند. این حمله به 254.6 متن آشکار که هر کدام توسط ۴ کلید مرتبط به هم، رمز شده‌اند نیاز دارد و دارای پیچیدگی زمانی برابر با 276.1 عمل رمزگذاری کاسومی است. اگر چه این یک حمله کاربردی نیست، اما اعتبار برخی از اثبات‌ها را در مورد امنیت رمزگذاری پروتکل 3GPP را که بر اساس امنیت از پیش تعیین‌شدهٔ کاسومی بود، بی‌ارزش کرد.
در سال ۲۰۱۰، دانلکمن (به انگلیسی: Dunkelman) و کلر (به انگلیسی: Keller) و شمیر (به انگلیسی: Shamir) یک حملهٔ جدید را منتشر نمودند که یک شنونده اجازه می‌داد تا بتواند کلید کامل A5/3 را توسط حملهٔ کلیدهای مرتبط (به انگلیسی: related-key attack) بدست آورد. مدت زمان و پیچیدگی فضای حمله آن قدر کم بود که حتی نویسندگان معتقد بودند که با یک کامپیوتر اینتل کور ۲ و حتی استفاده از پیاده‌سازی‌های غیر بهینهٔ کاسومی، آن را می‌توان در ۲ ساعت شکست. نویسندگان اشاره کرده بودند که شاید حمله برای روش A5/3 که در سامانه‌های 3G استفاده شده‌است، قابل استفاده نباشد. دلیل اصلی آن‌ها این بود که 3GPP تضمین کرده بود که تغییرات آن‌ها در الگوریتم MISTY، به صورت جدی امنیت الگوریتم را تحت تأثیر قرار نداده‌است.

## برای مطالعهٔ بیشتر
- A5/1 and A5/2
- MISTY1
- SNOW